# Tincourt-Boucly
Tincourt-Boucly är en kommun i departementet Somme i regionen Hauts-de-France i norra Frankrike. Kommunen ligger i kantonen Roisel som tillhör arrondissementet Péronne. År 2022 hade Tincourt-Boucly 337 invånare.

## Befolkningsutveckling
Antalet invånare i kommunen Tincourt-Boucly
| Referens: INSEE |